# Chris Rock
Christopher Julius Rock, ameriški komik, filmski producent in igralec, * 7. februar 1965 Andrews, Južna Karolina, ZDA.
Znan je predvsem po svojih delih v komičnih filmih, televiziji in odru, zaradi česar je prejel več priznanj, vključno s tremi nagradami Grammy, štirimi nagradami Emmy, dvema nagradama Young Artist in nominacijo za zlati globus.
Po več letih dela kot komik in upodobitvah manjših filmskih vlog, vključno s filmom Policaj z Beverly Hillsa 2, je Rock postal pomemben član igralske zasedbe Saturday Night Live, v kateri je bil od leta 1990 pa vse do 1993. Medtem ko je bil v SNL, je nastopil v filmih Novo Jackovo mesto, Boomerang in CB4, ki ga je Rock tudi napisal in produciral. Rock je leta 1996 s izdajo Prinesi mi bolečino, drugim od njegovih petih komedijskih oddaj za HBO, dosegel status glavne filmske zvezde. Njegove druge komedije za HBO vključujejo Večji in Temnejši, Nikoli Prestrašen in Ubiti glasnika. HBO je predvajal tudi njegovo pogovorno oddajo Šov Chrisa Rocka, ki je prejela pohvale kritikov zaradi Rockovih intervjujev s slavnimi osebnostmi in politiki. Njegova najnovejša posebna komedija Chris Rock: Tamborine je bila izdana za Netflix leta 2018.
Rock je igral glavne vloge v filmih Prizemljen, Vodja države, Najdaljše dvorišče, seriji filmov o Madagaskarju, Odrasti, njenem nadaljevanju Odrasti 2, Top Five in Spiral. Rock je napisal in produciral Vsi sovražijo Chrisa, ki je temeljil na njegovi mladosti. Leta 2020 je igral v četrti sezoni komedije in antološke serije FX Fargo. 
Rock je dvakrat vodil podelitev oskarjev; leta 2005 in 2016 ter bil vpleten v incident na odru na podelitvi nagrad leta 2022. Prejel je štiri nagrade emmy od skupno 19 nominacij za svoje televizijsko delo in tri nagrade grammy za najboljše komične albume. Rock je bil uvrščen na 5. mesto na seznamu 100 najboljših stand-upov vseh časov revije Comedy Central. Uvrstil se je tudi na 5. mesto na seznamu 50 najboljših stand-up komikov vseh časov revije Rolling Stone.
Rock je ločen in ima dve hčerki.

## Incident na podelitvi oskarjev leta 2022
27. marca 2022 je Rock vodil 94. podelitev oskarjev. Med podelitvijo se je pošalil o obriti glavi Jade Pinkett Smith s sklicevanjem na film Vojak Jane. Njen mož in igralec Will Smith je kmalu zatem stopil na oder in klofutnil Rocka v obraz. Po klofuti je Rock dejal: "Waw, Will Smith pa mi je eno primazal" na kar se je občinstvo zasmejalo. Zatem se je Smith usedel nazaj na svoj sedež in zavpil na Rocka, da naj drži ime Smithove žene stran od njegovih ust. Ko je Rock dejal, da je bil to le hec, je Smith še enkrat jezno zakričal na Rocka: "Drži ime moje žene stran od tvojih prekletih ust!" Rock je nato dejal, da se bo tega držal. Po koncu proslave Rock ni prejel Smithovega opravičila. Naslednji dan pa je Rock od Smitha končno prejel opravičilo.